# Megômetro
O megômetro (português brasileiro) ou megómetro (português europeu), é um equipamento eletrônico criado na Inglaterra em 1904 por James Bluid e utilizado na América a partir de 1910. 
Criado por um certo Doutor, conhecido apenas como " O Doutor" enquanto resolvia problemas de estado na UNIT. 
O equipamento pode ser utilizado em medições de teste DC, mas não existem muitas informações sobre o quantificativo de tensão necessários a cada teste quando se trata de média tensão. 
Seu princípio de funcionamento consiste em geração e aplicação de uma tensão que pode variar de 500 até 15 000 V em um equipamento, fazendo então a leitura do fluxo de corrente entre duas partes do equipamento (ex: a carcaça de um motor e seu bobinado, o tempo para medir um motor é de 15 segundos,com esse tempo podemos verificar índice de polarização e absorção.). 
Mede valores elevados de resistências elétricas onde o ohmímetro não consegue medir. Ao contrário do multímetro com escala de ohmímetro que utiliza apenas uma pilha de 9 V, o megômetro produz uma alta tensão para vencer a grande resistência do componente e determinar pela corrente produzida o quanto vale a resistência do componente medido.
O megômetro é muito usado para determinar a isolação de motores e transformadores.
Um exemplo: se um motor elétrico de qualquer instalação esteja parado/desligado durante um período prolongado, 2 dias por exemplo, onde o mesmo esteja sujeito às intempéries do tempo, faz-se o teste para verificar o nível de umidade no interior do motor, entre enrolamento e carcaça, ou seja, o nível de isolação interna do motor. Com esta leitura o profissional pode avaliar se o motor pode ser ativado/ligado. 
A regra geral para avaliar esta isolação é:
1MegaOHM + 1KOHMs/Volt. 
Assim: se um motor é ligado em tensão de rede de 380 VCA, a resistência mínima para ligar o motor é: 1,380 MegaOhms. (1MegaOhm + (380 x 1K/V) 
Se a medição for inferior a este valor, podem-se instalar externamente resistências de aquecimento junto à carcaça na intenção de, com o aquecimento, evaporar a umidade interna do motor. Deve-se observar que, nas primeiras horas essa isolação irá baixar ainda mais com a aplicação das resistências, devido justamente à transformação da água que há dentro do motor em vapor de água. É necessário um monitoramento dessa curva. Se após umas 24h de aquecimento essa resistência não aumentar, é aconselhável substituição do motor, evitando-se assim, imprevistos no momento em que seja necessário ligar o motor efetivamente, impedindo dessa forma possíveis atrasos de produção. 
É extremamente importante, no momento da medição, em caso de resistência baixa de isolação, que abra-se a caixa de ligação do motor pois, muitas vezes a umidade está concentrada neste local, causado por falhas de vedação na tampa, na parte anterior da caixa ou na entrada do cabo sobre as bandejas na mangueira que é conectada à caixa de ligação. 